# American Soccer League
American Soccer League war der Name von vier verschiedenen Fußball-Profi-Ligen der USA.

## American Soccer League (1921–1933)

### Geschichte
Die ASL 1 war die erste nennenswerte Fußball-Profiliga der USA. Sie spielte vor allem im Nordosten der USA, vorwiegend im Bereich von New York, New Jersey und Philadelphia. Die Liga wurde 1921 von einer Reihe von Vertretern der National Association Football League sowie der Southern New England Football League gegründet. Den Anstoß zu dieser Entscheidung lieferte die immer größer werdende Gewissheit der Teams über das Missmanagement der NAFBL, sowie das Bestreben der United States Football Association, eine einheitliche erste Fußballliga in den USA zu gründen.
Ab 1924 zog die Kombination aus hoher Bezahlung und einem hohen Spielniveau der Liga vermehrt talentierte Spieler aus Europa, vor allem aus Schottland und England, an. Dies führte in Europa jedoch verstärkt zu Unmut, bis hin zu angedrohten Konsequenzen der FIFA. Sogar ein Ausschluss der USFA aus der FIFA stand damals zur Debatte. Der Disput wurde jedoch auf der 16. jährlichen Versammlung der FIFA am 4. Juni 1927 beigelegt, als sich die USFA mit den anderen Mitgliedsverbänden hinsichtlich der Transferpolitik auf einen Kompromiss einigten.
Die ASL überwarf sich später mit der NAFA, als die Teameigentümer kritisierten, die Verpflichtung für ASL-Teams, an der National Challenge Cup teilzunehmen, würde für sie eine schwere finanzielle Belastung darstellen. Das Problem lag darin, dass die National Challenge während der Saison der ASL ausgetragen wurde. Dies bedeutete für die teilnehmenden ASL-Teams lange Bus- bzw. Zugreisen mit anschließender sofortiger Rückkehr in den Nordosten, um sofort die nächsten Ligaspiele zu bestreiten. Die ASL boykottierte daraufhin den National Challenge Cup von 1924. In der nächsten Saison stieg man allerdings wieder in den National Challenge Cup ein, nachdem die USFA den an sie abzuführenden Anteil der Einnahmen aus den Cup-Spielen von 33,3 % auf 15 % gesenkt hatte. Vorbehalte der ASL gegenüber dem Dachverband blieben jedoch und so eskalierte die Situation 1928 erneut, als die ASL den National Challenge Cup erneut boykottierte.
Als jedoch drei Clubs, allen voran der Bethlehem Steel FC, die Liga versöhnten, indem sie trotz des offiziellen Boykotts am Cup teilnahmen, wurden diese von der Liga suspendiert. Als Reaktion darauf erklärten USFA und FIFA die ASL zur „outlaw league“. Dadurch wurde der sogenannte „Soccer War“ ausgelöst. Die Eigentümer der ASL Teams kümmerten sich jedoch nicht um diese Entscheidung der FIFA, sondern verließen sich auch weiterhin darauf, dass das Niveau und Image der Liga trotz fehlender Anerkennung der FIFA ausreichen würden, um Spieler für ihre Vereine anwerben zu können. Dies schien auch aufzugehen, bis die USFA sich an der Finanzierung einer neuen Liga, der Eastern Professional Soccer League (ESL), als rivalisierende Liga zur ASL beteiligte. Die drei aus der ASL ausgeschlossenen Teams bildeten zusammen mit fünf Teams aus der Southern New York Soccer Association (SNYSA) die ESL. Dies wiederum führte jedoch dazu, dass die SNYSA unter Führung von Nat Agar, dem Eigentümer der Brooklyn Wanderers, aus der USFA austrat und sich mit der ASL solidarisierte. Der Widerstand gegen die Allianz aus ASL und SNYSA, die Etablierung einer konkurrierenden Liga sowie die schlechte Wirtschaftslage des Jahres 1929 brachten die ASL in finanzielle Schwierigkeiten. Infolgedessen brach die Liga zusammen und schwenkte wieder auf den Kurs von FIFA und USFA ein. Im Herbst 1929/30 schließlich fusionierten ESL und ASL zur Atlantic Coast League, die in der Saison von Frühling bis Herbst 1930 ihren Spielbetrieb aufnahm. Nach der Sommerpause wurde die Liga schließlich in American Soccer League umbenannt, sodass sie die Saison unter anderem Namen beendete, als sie ihn begonnen hatte.
Der „Soccer War“ hatte die ASL jedoch dauerhaft geschwächt, sodass sie in der Saison 1930 am Ende der Vorrunde endgültig kollabierte. FIFA und USAF hatten also ihren „Krieg“ gewonnen und sich als der ASL übergeordnet etabliert. Gerade diese Herrschaft einer europäischen Organisation über eine amerikanische Sportliga führte jedoch bei vielen Fans dazu, dass man sich vom Fußball abwandte. Man sah Fußball fortan als einen von Ausländern kontrollierten Sport an. Dies führte dazu, dass Fußball in den nächsten Jahrzehnten in Amerika nur noch eine untergeordnete Rolle spielte.

### Liste aller teilnehmender Teams
- Bethlehem Steel FC (1921/22–1927/28, 1930, als Philadelphia Field Club in 1921/22)
- Boston Wonder Workers (1924/25–1930)
- Boston Bears (1931–1932)
- Bridgeport Hungaria (1930, für die letzten 5 Spiele als Newark)
- Brooklyn Wanderers (1922/23–1931)
- Brooklyn Hakoah (1929, Fusion mit New York Hakoah zu Hakoah All-Stars)
- Brooklyn Wanderers (1932–1933)
- Fall River FC (1921–1930), fusioniert mit New York Soccer Club zu New York Yankees
- Providence FC (1924/25–1931, als Providence Clamdiggers 1924/25–1927/28; als Providence Gold Bugs 1928/29–1930; als Fall River Football Club 1931; integrierten während des Frühlings-Saison 1931 die New Bedford Whalers; wurden vor der Herbst-Saison 1931 in die New York Yankees integriert)
- Fall River FC II (1932)
- Fleisher Yarn (1924/25)
- Hakoah All-Stars (1929/30–191932), Fusion aus New York Hakoah and Brooklyn Hakoah
- Harrison Field Club (1921/22–1922/23, als Harrison Soccer Club in 1921/22)
- Hartford Americans (1927/28)
- Holyoke Falcos (1921/22)
- Jersey City Celtics (1921/22)
- Jersey City (1928/29)
- Newark Skeeters (1923/24–1928/29, Teilnahme während der Saison zurückgezogen)
- Newark Americans (1930–1932)
- New Bedford Whalers II
- New Bedford Whalers III, Fusion aus New York Yankees und Fall River FC I
- New York Field Club (1921/22–1923/24)
- New York Giants II, ursprünglich angetreten als Paterson Silk Sox, später änderten sie ihren Namen in New York Soccer Club
- New York Giants III, zuvor als Indiana Flooring und New York Nationals
- New York Americans (1931–1933)
- New York Field Club (1932)
- New York Yankees, Fusion aus Fall River FC und New York Soccer Club
- New York Brookhattan (1933)
- Pawtucket Rangers (1921/22–1932/33, als J. & P. Coats 1921/22–1928/29)
- Philadelphia Celtic (1922/23–1927/28, 1922/23–1926/27 als Philadelphia Field Club)
- Philadelphia Field Club (1928/29)
- Philadelphia Field Club (1929, zuvor Bridgeport Bears)
- Queens Bohemians (1932–1933)
- Shawsheen Indians (1925/26)
- Springfield Babes (1926/27)
- Todd Shipyards (1921/22)

### Meister
| Saison        | Sieger (Anzahl Titel)   | Vizemeister           | Torschützenkönig             |
| ------------- | ----------------------- | --------------------- | ---------------------------- |
| 1921/22       | Philadelphia FC (1)     | New York Field Club   | Harold Brittan               |
| 1922/23       | J. & P. Coats (1)       | Bethlehem Steel FC    | Daniel McNiven               |
| 1923/24       | Fall River FC (1)       | Bethlehem Steel FC    | Archie Stark                 |
| 1924/25       | Fall River FC (2)       | Bethlehem Steel FC    | Archie Stark                 |
| 1925/26       | Fall River FC (3)       | New Bedford Whalers   | Andy Stevens                 |
| 1926/27       | Bethlehem Steel FC (4)  | Boston Wonder Workers | Davey Brown                  |
| 1927/28       | Boston Soccer Club (1)  | New Bedford Whalers   | Andy Stevens                 |
| 1928/29       | Fall River FC (4)       | Brooklyn Wanderers    | Werner Nilsen János Nehadoma |
| Herbst 1929   | Fall River FC (5)       | Providence FC         | Bill Paterson                |
| Frühjahr 1930 | Fall River FC (6)       | New Bedford Whalers   | John Nelson                  |
| Herbst 1930   | Fall River FC (7)       | New Bedford Whalers   | Jerry Best                   |
| Frühjahr 1931 | New York Giants (1)     | Brooklyn Wanderers    | Bob McIntyre                 |
| Herbst 1931   | New Bedford Whalers (1) | New York Giants       | Bertram Patenaude            |
| Frühjahr 1932 | New Bedford Whalers (2) | Hakoah All-Stars      |                              |
| Herbst 1932   | Fall River FC (1)       | Brooklyn Wanderers    |                              |

## American Soccer League (1933–1983)

### Geschichte
Im Herbst 1933 wurde eine zweite American Soccer League eingeführt. Diese zweite Liga bestand bis 1983. Wie auch die ursprüngliche ASL wurde diese Liga größtenteils im Nordosten der USA gespielt. Um sich mit der North American Soccer League messen zu können, wurde die ASL 1976 auf ganz Amerika ausgedehnt. Sie expandierte zur Westküste, indem sie Teams aus Los Angeles, Oakland, Sacramento, Salt Lake City und Tacoma aufnahm. Bob Cousy wurde als Commissioner engagiert und die Liga glich ihr Punktesystem an die NASL an. Die ASL vergab ursprünglich 5 Punkte für einen Sieg, 2 für ein Unentschieden und einen weiteren Punkt für jedes Tor (max. 3 zusätzliche Punkte pro Spiel). Die NASL vergab 6 Punkte für einen Sieg, 3 für ein Unentschieden und max. 3 zusätzliche Punkte für die erzielten Tore. In der ASL war außerdem die Anzahl der einsatzberechtigten Ausländer pro Spiel begrenzt. Man versprach sich dadurch eine höhere Popularität bei den Fans.
Die Liga und vor allem die Teams der ASL konnten sich finanziell jedoch nie mit der NASL messen. Ein ASL-Team konnte also äußerst selten bei Angeboten für Top-Spieler mit einem NASL-Team mithalten. Hingegen kam es häufig vor, dass den Top-ASL-Spielern von einem NASL-Verein wesentlich mehr Geld geboten wurde, was zu einer Abwanderung der Top-Stars in die NASL führte. Ihren Höhepunkt erlebte die ASL in der Saison 1976, im Spiel der L.A. Skyhawks gegen N.Y. Apollo. LA gewann vor mehr als 9.000 Zuschauern 2:1. Ab 1979 gingen jedoch die Zuschauerzahlen zurück, die Teams verloren dadurch mehr und mehr an Geld. Die Liga bestand schließlich bis 1983. Nachdem die ASL II ihren Spielbetrieb einstellte, gründeten einige der ehemaligen Teams die United Soccer League, die in den Saisons 1984 und 1985 bestand.

### Meister
| Saison  | Sieger (Anzahl Titel)                                    | Vizemeister                   | Torschützenkönig           |
| ------- | -------------------------------------------------------- | ----------------------------- | -------------------------- |
| 1933/34 | Kearny Irish (1)                                         | New York Americans            | Archie Stark Razzo Carroll |
| 1934/35 | Philadelphia German-Americans (1)                        | New York Americans            | Millard Lang               |
| 1935/36 | New York Americans (1)                                   | Baltimore Canton              | Alex Rae                   |
| 1936/37 | Kearny Scots (1)                                         | Brooklyn Hispano              | Charlie Ernst              |
| 1937/38 | Kearny Scots (2)                                         | Brooklyn St. Mary’s Celtic    | Fabri Salcedo              |
| 1938/39 | Kearny Scots (3)                                         | Philadelphia German-Americans | Bertram Patenaude          |
| 1939/40 | Kearny Scots (4)                                         | Baltimore S.C.                | Charlie Ernst              |
| 1940/41 | Kearny Scots (5)                                         | Philadelphia German-Americans | Fabri Salcedo              |
| 1941/42 | Philadelphia Americans (2)                               | Brookhattan                   | John Nanoski               |
| 1942/43 | Brooklyn Hispano (1)                                     | Brookhattan                   | Bill Sheppell              |
| 1943/44 | Philadelphia Americans (3)                               | Brooklyn Wanderers            | Tommy Marshall             |
| 1944/45 | Brookhattan (1)                                          | Philadelphia Americans        | John Nanoski               |
| 1945/46 | Baltimore Americans (1)                                  | Brooklyn Hispano              | Fabri Salcedo              |
| 1946/47 | Philadelphia Americans (4)                               | Brooklyn Wanderers            | Bill Fisher                |
| 1947/48 | Philadelphia Americans (5)                               | Kearny Scots                  | Nicholas Kropfelder        |
| 1948/49 | Philadelphia Nationals (1)                               | New York Americans            | Piro Villanon              |
| 1949/50 | Philadelphia Nationals (2)                               | Kearny Celtic                 | Joe Gaetjens               |
| 1950/51 | Philadelphia Nationals (3)                               | Kearny Celtic                 | Nicholas Kropfelder        |
| 1951/52 | Philadelphia Americans (6)                               | Kearny Scots                  | Dick Roberts               |
| 1952/53 | Philadelphia Nationals (4)                               | Newark Portuguese             | Pito Vilanon               |
| 1953/54 | New York Americans (2)                                   | Brookhattan                   | Jack Calder                |
| 1954/55 | Uhrik Truckers (7)                                       | Brooklyn Hispano              | Jack Ferris                |
| 1955/56 | Uhrik Truckers (8)                                       | Elizabeth Falcons             | Gene Grabowski             |
| 1956/57 | New York Hakoah-Americans (1)                            | Uhrik Truckers                | George Brown               |
| 1957/58 | New York Hakoah-Americans (2)                            | Ukrainian Nationals           | Lloyd Monsen               |
| 1958/59 | New York Hakoah-Americans (3)                            | Ukrainian Nationals           | Pasquale Pepe              |
| 1959/60 | Colombo (1)                                              | New York Hakoah               | Mike Noha                  |
| 1960/61 | Ukrainian Nationals (1)                                  | Falcons S.C.                  | Herman Niss                |
| 1961/62 | Ukrainian Nationals (2)                                  | Inter-Brooklyn Italians       | Peter Millar               |
| 1962/63 | Ukrainian Nationals (3)                                  | Inter S.C.                    | Ismael Ferreyra            |
| 1963/64 | Ukrainian Nationals (4)                                  | Boston Metros                 | Walter Chyzowych           |
| 1964/65 | Hartford S.C (1)                                         | Newark Portuguese             | Herculanio Riguerdo        |
| 1965/66 | Roma S.C. (1)                                            | Newark Ukrainian Sitch        | Walter Chyzowych           |
| 1966/67 | Baltimore St. Gerards (1)                                | Newark Ukrainian Sitch        | Jorge Benitez              |
| 1967/68 | Ukrainian Nationals (5)                                  | New York Inter                | Ivan Paleto                |
| 1968    | Washington Darts                                         |                               |                            |
| 1969    | Washington Darts                                         |                               |                            |
| 1970    | Philadelphia Ukrainians                                  |                               |                            |
| 1971    | New York Greeks                                          |                               |                            |
| 1972    | Cincinnati Comets                                        |                               |                            |
| 1973    | New York Apollo                                          |                               |                            |
| 1974    | Rhode Island Oceaneers                                   |                               |                            |
| 1975    | Boston/Worcester Astros & New York Apollo (Co-Champions) |                               |                            |
| 1976    | Los Angeles Skyhawks                                     |                               |                            |
| 1977    | New Jersey Americans (Fußball)                           |                               |                            |
| 1978    | New York Apollo                                          |                               |                            |
| 1979    | Sacramento Gold                                          |                               |                            |
| 1980    | Pennsylvania Stoners                                     |                               |                            |
| 1981    | Carolina Lightnin'                                       |                               |                            |
| 1982    | Detroit Express                                          |                               |                            |
| 1983    | Jacksonville Tea Men                                     |                               |                            |

## American Soccer League (1988–1989)

### Historie
Die nächste Liga, die sich American Soccer League nannte, spielte nur zwei Saisons nämlich 1988 und 1989. Diese Liga bestand aus zehn Teams, die alle an der Atlantikküste beheimatet waren. In der zweiten Saison trug der Champion der ASL 3, Fort Lauderdale Strikers ein „national championship game“ gegen den Sieger der Western Soccer Alliance, San Diego Nomads, aus. Im Jahre 1990 fusionierten ASL und WSA. Daraus ging die American Professional Soccer League hervor.

### Meister
| Saison | Sieger (Anzahl Titel)        | Vizemeister              | Torschützenkönig              |
| ------ | ---------------------------- | ------------------------ | ----------------------------- |
| 1988   | Washington Diplomats (1)     | Fort Lauderdale Strikers | Jorge Acosta                  |
| 1989   | Fort Lauderdale Strikers (1) | Boston Bolts             | Ricardo Alonso Mirko Castillo |

## American Soccer League (2014–2017)

### Historie
Die vierte Liga die den Namen ASL trug, startete ihren Spielbetrieb im August 2014. Sie wird in der nordöstlichen Region der USA als Profiliga ausgetragen. Dies unterscheidet sie beispielsweise von der NFSL oder der PDF.
Die Liga findet unter dem Dach der American Professional Soccer (SPS) statt. Das Ziel war es, eine drittklassige Liga auf Profi-Niveau zu schaffen.

### Teams
| Team                   | Stadt                   | Stadion                          | Gründungsjahr |
| ---------------------- | ----------------------- | -------------------------------- | ------------- |
| AFC Lancaster Lions    | Ephrata, Pennsylvania   | Ephrata High School              | 2015          |
| Atlanta Futuro FC      | Snellville, Georgia     | Shiloh High School               | 2015          |
| Long Island Express FC | Uniondale, New York     | Mitchell Athletic Complex        | 2016          |
| Mass United FC         | Lynn, Massachusetts     | Manning Field                    | 2009          |
| Philadelphia Atoms SC  | Glenside, Pennsylvania  | Jean Lenox West Field            | 2017          |
| Philadelphia Fury      | Glassboro, New Jersey   | Richard Wackar Stadium           | 2012          |
| Maryland SGFC Eagles   | Silver Spring, Maryland | Paint Branch HS Athletic Stadium | 2017          |
| Virginia FC            | Leesburg, Virginia      | Evergreen Sport Complex          | 2017          |